# Теодорув (Седлецький повіт)
Теодорув (пол. Teodorów) — село в Польщі, у гміні Скужець Седлецького повіту Мазовецького воєводства.
Населення — 313 осіб (2011).
У 1975-1998 роках село належало до Седлецького воєводства.

## Демографія
Демографічна структура станом на 31 березня 2011 року:
|          | Загалом | Допрацездатний вік | Працездатний вік | Постпрацездатний вік |
| -------- | ------- | ------------------ | ---------------- | -------------------- |
| Чоловіки | 166     | 41                 | 119              | 6                    |
| Жінки    | 147     | 31                 | 90               | 26                   |
| Разом    | 313     | 72                 | 209              | 32                   |